# Morna
Morna ist eine wohl auf Boavista entstandene, populäre und verbreitete Musikrichtung Cabo Verdes.
Der Stil wird häufig mit dem portugiesischen Fado verglichen. Gespielt wird mit Gitarren, „Cavaquinho“ (kleine viersaitige Gitarre), Geige und einer 10-saitigen Gitarre. Die Stimmung der Mornas ist melancholisch und nachdenklich, die Melodien sind molllastig, die Texte voller Sehnsucht, Heimweh und Verlangen („Sodade“). Ältere Lieder sind vorwiegend in Portugiesisch geschrieben, während heutzutage das kapverdische Kreolisch überwiegt. Morna wird bei vielen Gelegenheiten vorgetragen, und dabei finden auch Improvisationen über Themen wie Liebe, Aufbruch, Trennung, Wiedersehen und das Meer statt.
Morna wurde 2019 in die UNESCO-Liste des immateriellen Kulturerbes der Menschheit aufgenommen.